# Hareve (província)

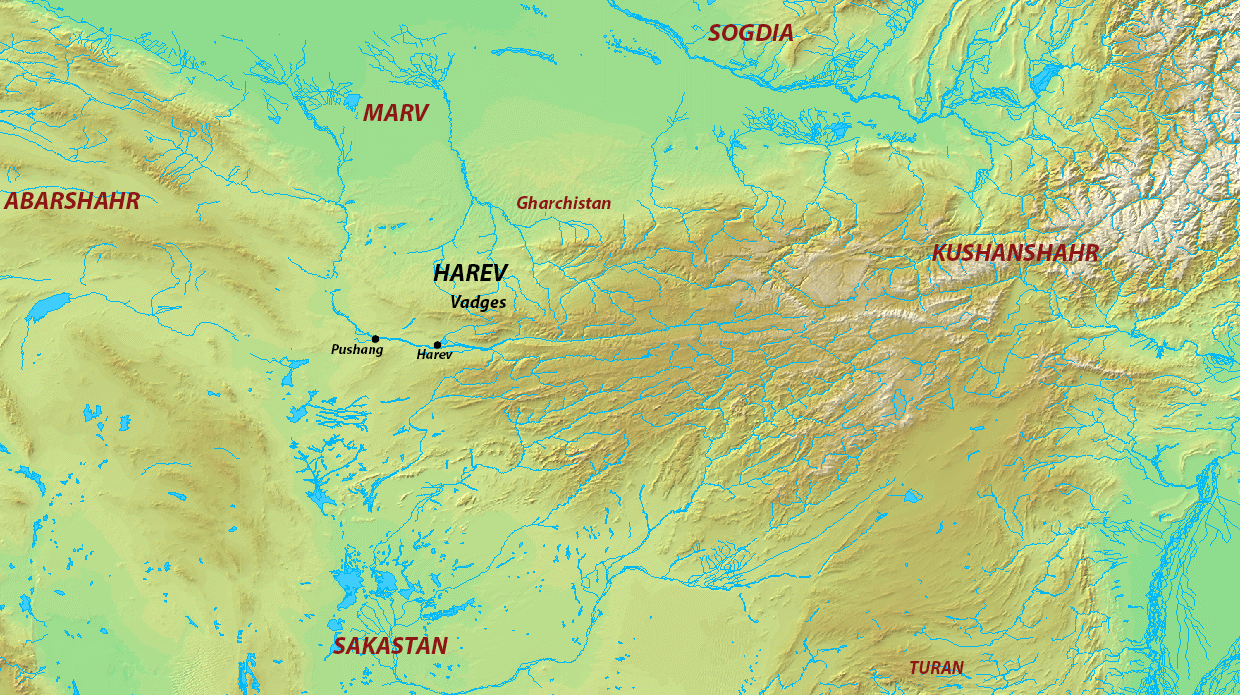
Hareve e regiões vizinhas

Hareve (em persa médio: hryw; romaniz.: Harēv) ou Hari (em persa médio: hr’y; romaniz.: Hariy) foi uma província do Império Sassânida situada dentro do distrito fronteiriço (custe) do Coração. A província fazia fronteira com o Cuxanxar no oeste, Abarxar no leste, Marve no norte, e Sacastão no sul. Foi perdida aos heftalitas no final do século V, mas foi reconquistada no século seguinte. Permaneceu em mãos persas até 651, quando foi tomada pelos exércitos do Califado Ortodoxo. Embora pouco se sabia sobre sua história, Hareve foi importante à cunhagem imperial de moedas.

## História

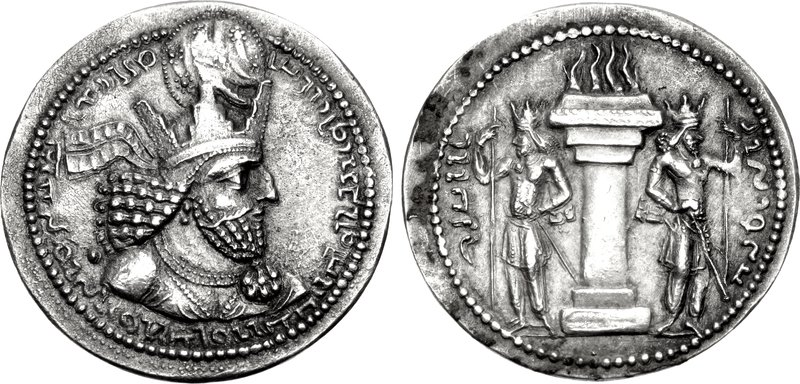
Dracma de cunhado ca. 240-244

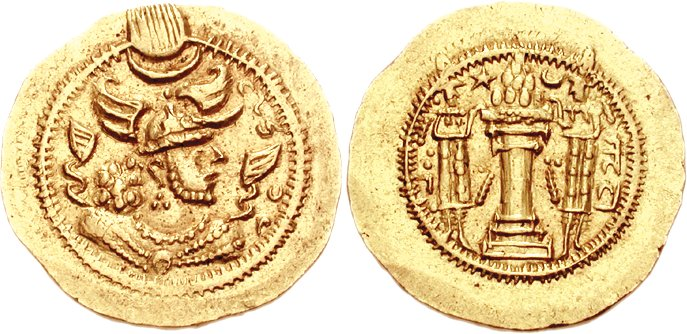
Dinar de r.

Hareve é citada pela primeira vez na inscrição trilíngue Feitos do Divino Sapor de Sapor I (r. 240–270). Foi também durante seu reinado que a cidade de Puxangue foi estabelecida próximo da capital de Hareve, homônima da província, e que é hoje chamada Herate. Ca. 430, uma comunidade cristã é citada na capital. A província desempenhou um papel chave nas infinitas guerras entre o Império Sassânida e os quionitas e heftalitas, povos nômades que se assentaram na Transoxiana e Tocaristão no final do século IV. Durante o reinado de Perozes I (r. 459–484), um grupo de nobres armênios (nacarares) foram assentados em Hareve por seu irmão adotivo Isdigusnas. Em 484, Perozes foi derrotado e morto por um exército heftalita sob Cuxnavaz, que depois conquistou Hareve. A província permaneceu em controle heftalita até Cavades I (r. 488–496 & 498–531) reconquistá-la durante a primeira parte de seu segundo reinado.
Durante o reinado de seu filho e sucessor Cosroes I (r. 531–579), a província tornou-se parte do custe do Coração. Em 588, durante o reinado de Hormisda IV (r. 579–590), bispos nestorianos de Hareve foram à capital Ctesifonte para participar no sínodo de Ixoiabe I. No mesmo ano, Hareve foi invadida pelo governante turco Baga Cã (conhecido como Sava/Saba nas fontes iranianas) que tinha um número exagerado de 300 000 homens sob seu comando. Ele foi, contudo, derrotado e morto pelo comandante militar de Hormisda, Barã Chobim. Após a morte do último xá Isdigerdes III (r. 632–651) em 651, a província foi anexada pelo governante heftalita de Badgis, Nezaque Tarcã. Um ano depois, a província foi conquistada pelos árabes.

## Cunhagem de moedas
Hareve serviu como casa da moeda; várias medas de ouro (dinares) e cobre foram encontradas em sua capital, que são claramente do período sassânida. Embora os sassânidas não normalmente cunhavam moedas de ouro, Hareve foi uma exceção. Os dinares mostram a figura do rei de um lado, enquanto um altar de fogo do outro. Alguns dos nomes dos governadores nas moedas tem íntima relação com os nomes dos indo-sassânidas, o que sugere que o governador indo-sassânida também controlou Hareve às vezes.